# カベイロス
カベイロス（古希: Καβειρώς, Kábeiros）は、ギリシア神話に登場する鍛冶と農耕・豊穣の神々。
複数形はカベイロイ（古希: Κάβειροι, Kábeiroi）。
ヘーパイストスとカベイローの息子たちで、その名はフェニキア語の「quabilim（カビリーム、強力なもの）」を由来とする。原始時代には地下の精霊であり、後に火山群島に至って、火の守護神と考えられた。
対象となる神は、地域によって2人から7人とばらつきがある。たとえば、サモトラキ島では、大母神アクシエロス、カドミロス、アクシオケルソス、アクシオケルサといったカベイロスたちに、テーベの始祖カドモスとその妻ハルモニアーを加え「偉大なる神々」と総称して信仰していた。サモトラキのカベイロスは豊穣の神、航海安全の神として信仰されており、入信の際に行われる密儀の存在はエレウシスの秘儀と並んで有名だった。
カベイロスたちの密儀については、ヘロドトスの『歴史』第2巻と第3巻が言及している。その密儀はテーバイやインブロス島、レームノス島、サモトラケーの島々で行われた。ギリシャ本土での密儀は唯一ボイオーティアで確認されている。
密儀はディオニュソス信仰と同じく熱狂と陶酔に特徴があり、オルペウスがアルゴナウタイに密儀への参加を勧めたという伝承もあることから、相当に古い起源があると考えられている。
またプルタルコスによれば、アルゲアス朝のマケドニア王ピリッポス2世はサモトラケ島のカベイロス教団に入信していたとされ、ヘレニズム期になると後継者らによる多額の献金を受けて教団は潤沢な資産を獲得したとされる。